# Distretto di Ayaviri (Lima)
Il distretto di Ayaviri è uno dei trentatré distretti della provincia di Yauyos, in Perù. Si trova nella regione di Lima e si estende su una superficie di 238,83 chilometri quadrati.
Ha per capitale la città di Ayaviri.